# 福島県立保原高等学校
福島県立保原高等学校（ふくしまけんりつ ほばらこうとうがっこう）は、福島県伊達市にあった県立の高等学校。

## 概要
1922年に旧制の福島県立保原中学校として開校。全日制課程で普通科と商業科設置。通称は「保高（ほこう）」または「保原高（ほばらこう）」。

## 沿革
- 1922年 - 福島県立保原中学校として創立。
- 1948年 - 学制改革に伴い、福島県立保原高等学校となる。保原町立保原高等女学校と合併し男女共学化。定時制の藤田分校（藤田町（現国見町））、桑折分校（桑折町）、掛田分校（掛田町（のちの霊山町、現伊達市））・月舘分校（月舘町（現伊達市））を設置。
- 1951年 - 藤田分校が桑折分校に合併。
- 1961年 - 桑折分校廃止。
- 1963年 - 全日制普通科・商業科、定時制となる。
- 1965年 - 第47回全国高等学校野球選手権大会出場。
- 1967年 - 月舘分校廃止。
- 1975年 - 掛田分校廃止。
- 2022年 - 定時制が福島中央高校と統合し、ふくしま新世高校が開校し、閉科。
- 2023年 - 梁川高校と統合し、福島県立伊達高等学校が開校し、閉校[1]。

## 校訓
- 質実剛健・和衷協同

## アクセス
- 阿武隈急行線保原駅 徒歩15分

## 出身者
- 亀岡高夫 - 元建設大臣・元農林水産大臣（旧制中学）
- 宍戸大全 - 元スタントマン・元俳優（旧制中学）
- 金子徳之介 - 元通産政務次官・元保原町長（旧制中学）
- 深谷松男 - 金沢大学名誉教授。元宮城学院学院長（法学）
- 岡正光 - 元プロ野球選手
- 佐藤龍一郎 - 元プロ野球選手
- 高見梁川 - 小説家
- 佐々木るん - 声優
- 大橋忠司 - 陸上競技選手。チームミズノアスレティック所属